# Wybory regionalne w Galicji w 2009 roku

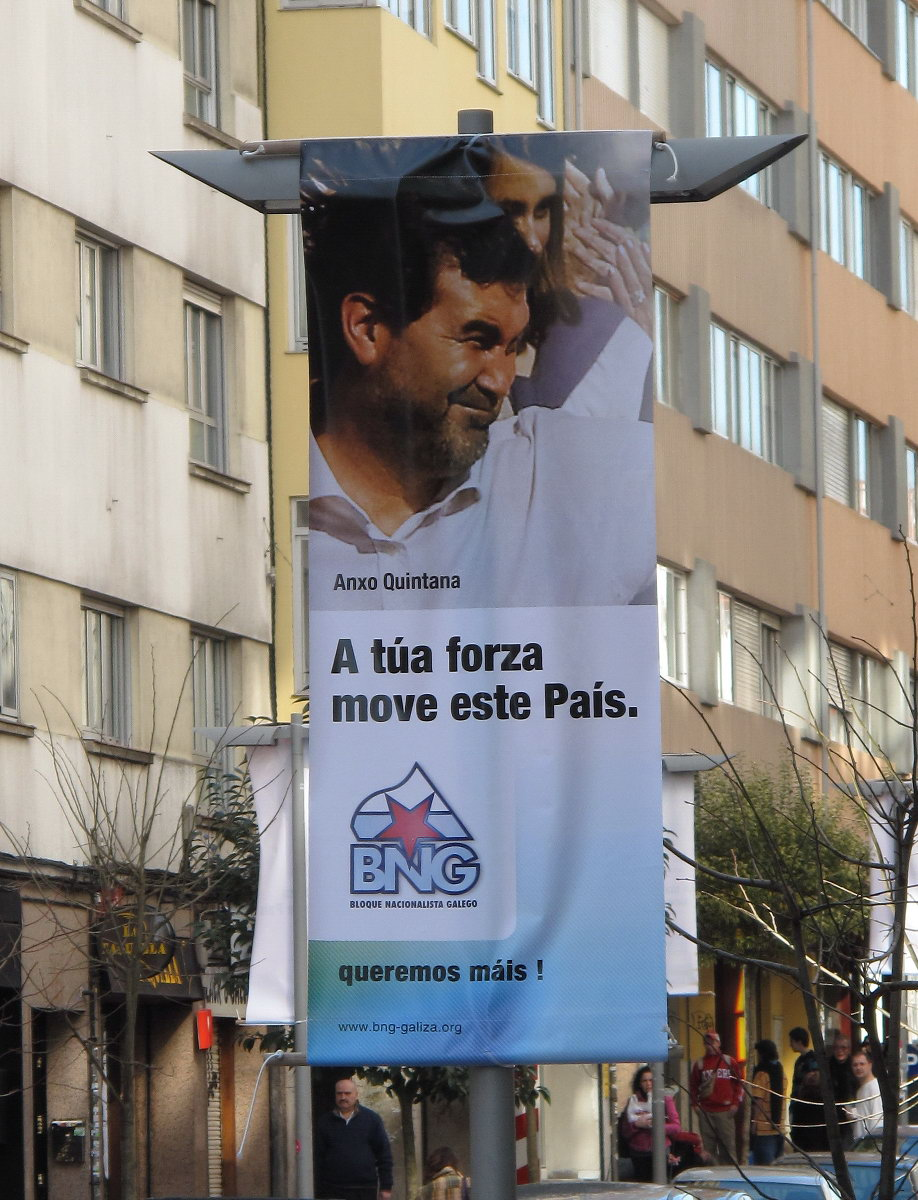
Galicyjski Blok Nacjonalistyczny - luty 2009 - Santiago de Compostela.

Wybory regionalne w Galicji w 2009 roku odbyły się 1 marca. Pierwsze miejsce zajęła Partia Ludowa, drugą pozycję zajęła Hiszpańska Socjalistyczna Partia Robotnicza, a trzecim ugrupowaniem w 75-osobowej izbie będzie Galicyjski Blok Nacjonalistyczny. Komentatorzy ocenili, że duży wpływ na wynik wyborów mogło mieć niezadowolenie społeczeństwa z działań rządu podjętych w związku z kryzysem finansowym. Zwracano także uwagę na dużą rolę jaką odegrał lider PP Mariano Rajoy - Galisyjczyk z pochodzenia.

## Wyniki
|  | Partia                                                                          | Liczba głosów | Procent | Mandaty |
|  | ------------------------------------------------------------------------------- | ------------- | ------- | ------- |
|  | Partia Ludowa (Partido Popular)                                                 | 756 488       | 47,1%   | 39      |
|  | Hiszpańska Socjalistyczna Partia Robotnicza (Partido Socialista Obrero Español) | 480 300       | 29,91%  | 24      |
|  | Galicyjski Blok Nacjonalistyczny (Bloque Nacionalista Galego)                   | 266 309       | 16,58%  | 12      |
|  | Unia Postępu i Demokracji (Unión Progreso y Democracia)                         | 23 367        | 1,45%   | 0       |
|  | Razem                                                                           |               | 100%    | 75      |